# Cristian Guaita
Cristian Guaita (Lucas González, Provincia de Entre Ríos, Argentina, 3 de septiembre de 1960) es un exfutbolista italoargentino y actual director técnico.
Es nieto de Enrique Guaita (Campeón del Mundo con Italia en 1934), y padre de Leandro Guaita (ex-canterano de Estudiantes de La Plata).

## Trayectoria

### Como futbolista
Fue formado en las inferiores del Club Atlético Lucas González, luego recaló en el Club Estudiantes de La Plata y después en 1982 tuvo un breve paso por el Danubio de Uruguay. Al año siguiente regresó a Estudiantes para consagrarse campeón del Nacional 1983 junto a jugadores como Ángel Landucci, Julián Camino, Marcelo Trobbiani y Alejandro Sabella entre otros. Finalmente se retiró jugando para el Club Atlético Temperley.

### Como entrenador
Tras su retiro como futbolista, Cristian Guaita trabajó por muchos años con las inferiores de los clubes Estudiantes y Temperley. El 27 de enero de 2014 se anunció que asumiría como director deportivo en el Club Deportivo Victoria de la Liga Nacional de Honduras. Meses después, el 13 de mayo se anunció que sería entrenador del club de cara al Torneo Apertura 2014 de Honduras. El mismo le rescindió contrato en septiembre debido a los malos resultados del club bajo su mando, que a su salida se encontraba en la sexta posición de la tabla con nueve puntos.

## Clubes

### Como futbolista
| Club                    | País      | Año         |
| ----------------------- | --------- | ----------- |
| Estudiantes de La Plata | Argentina | 1980 - 1981 |
| Danubio                 | Uruguay   | 1982        |
| Estudiantes de La Plata | Argentina | 1983 - 1984 |
| Temperley               | Argentina | 1984 - 1986 |

### Como entrenador
| Club     | País     | Año  |
| -------- | -------- | ---- |
| Victoria | Honduras | 2014 |

## Palmarés

### Como futbolista
| Título           | Club                    | País      | Año    |
| ---------------- | ----------------------- | --------- | ------ |
| Primera División | Estudiantes de La Plata | Argentina | N-1983 |